# Архимандрит Теофило (Станимировић)
Теофило (световно Александар Станимировић; Осечина код Ваљева, 20. фебруар 1913 — Манастир Каона, 16. октобар 1995) био је српски игуман Манастира Каоне.

## Биографија
Игуман Теофило Станимировић рођен је у Осечина код Ваљева, 20. октобара 1913. године. Крштено му је име Александар. Био је жењен, радио је на селу као земљорадник и има сина свештеника. Као младић ушао је у богомољачки покрет и често је посећивао богомољачке скупове и саборе, поготово у манастирима.
После Другог светског рата 1947. године често је долазио на такве скупове у Манастир Преображење, где је запажен својим лепим и речитим јеванђелским проповедима као и певањем духовних песама. То му је све помогло да се у средњим годинама свога живота лакше одлучи за монашки позив.
Тако се Александар одлучио и дошао у Манастир Преображење за искушеника 1957. године. У том дивном овчарском манастиру провео је неколико година. У њему се замонашио и рукоположио за јерођакона и јеромонаха. На монашком постригу примио је и монашко име Теофило од стране тадашњег епископа жичкога Германа Ђорића.
Познавајући добро оца Теофила, епископ шабачко-ваљевски Јован Велимировић потражи га да пређе у његову епархију ради обнове Манастира Каоне и ради обнове духовног живота народа у том крају. Добио је канонски отпуст од жичког епископа Василија Костића и прешао је 1962. године из Преображења к епископу Јовану, који га постави за старешину манастира Каоне. 
Владика Јован је изузетно ценио монашки живот и рад оца Теофила, зато га ускоро производи у чин игумана. После извесног времена, када је отац Теофило с братством направио нови конак, поред осталог, владика га 1988. године производи у чин архимандрита. Ко би год дошао у овај манастир, брзо се могао уверити да се у њему води диван ред и монашки духовни живот. Пред смрт разболео се, али не задуго. Братство га је с љубављу неговало као свог духовног оца, а такође и његова унука докторка.
Упокојио се 29. новембра 1995. године предао је праведнички душу своју Господу, коме је верно с љубављу целог свог живота и служио. Блажен је пут којим се његова душа упутила Господу. Сахрањен је у свом Манастиру Каони.